# Сан-Хоакін (Екваторіальна Гвінея)
Сан-Хоакін - зарослий лісом базальтовий щитовий вулкан, що утворює південно-східний кут острова Біоко в Екваторіальній Гвінеї. На його вершині знаходиться невелика кальдера, заповнена озером, а на його північно-східному боці розташоване кратерне озеро. Геологічна історія Сан-Хоакіна маловідома, але Міжнародна асоціація вулканології та хімії надр Землі класифікувала вулкан як активний протягом останніх 2000 років.

## Дивись також
- Список вулканів Екваторіальної Гвінеї